# Gnophaela
Gnophaela is een geslacht van vlinders van de familie spinneruilen (Erebidae), uit de onderfamilie Arctiinae.

## Soorten
- G. aequinoctialis Walker, 1854
- G. clappiana Holland, 1891
- G. discreta Stretch, 1878
- G. epicharis Druce, 1896
- G. latipennis Boisduval, 1852
- G. vermiculata Grote, 1864